# Juncus heldreichianus
Juncus heldreichianus är en tågväxtart som beskrevs av Theodor Friedrich Marsson och Filippo Parlatore. Juncus heldreichianus ingår i släktet tåg, och familjen tågväxter. Inga underarter finns listade i Catalogue of Life.